# 哈维尔·埃尔南德斯
哈维尔·埃尔南德斯·巴尔卡萨尔（西班牙語：Javier Hernández Balcazar，西班牙語：[xaˈβjeɾ eɾˈnandes βalˈkasaɾ] ⓘ，1988年6月1日—），暱称小豌豆（[tʃitʃaˈɾito]）是墨西哥足球运动员，司职前锋，目前效力瓜达拉哈拉。他曾是墨西哥國家足球隊成員。

## 外號
靴南迪斯的父親老查維亞由於有一雙綠色的眼睛而被稱為「豌豆」（Chicharo），故此他也被稱為「小豌豆」（Chicharito）。

## 信仰
小豌豆是一名虔诚的罗马天主教徒，他在大多数比赛前都会在球场跪地祈祷，并因此而闻名。

## 早年
埃尔南德斯出生于墨西哥著名的足球家庭。他的父亲曾是瓜达拉哈拉队的队员，入选1986年世界杯的墨西哥国家队不过并未上场。他的祖父也曾效力于家乡球队瓜达拉哈拉，还曾在1954年世界杯中为墨西哥攻入一球。靴南迪斯在9歲時加盟瓜達拉哈拉芝華士，15歲時開始其職業生涯。2005年時入選該年世少盃23人大軍名單，但最終因傷退出﹔更遺憾的是，墨西哥在該屆賽事中奪冠，靴南迪斯亦錯失了一面世少盃獎牌。

## 球員生涯

### 瓜達拉哈拉
雖然靴南迪斯在15歲時成為職業球員，但前三年均在預備隊效力，直至2006年才升上一線隊，他在該年墨西哥春季甲組足球聯賽開鑼戰完成處子首秀，以3-0擊敗對手。06-07和07-08兩個球季合共只有一球進賬，靴南迪斯在09年開始狀態冒升，在各項賽事的進球率皆非常高，次季（2009-10年）總計上陣28次更是攻入21球，小豌豆正在茁壯成長。

### 曼聯

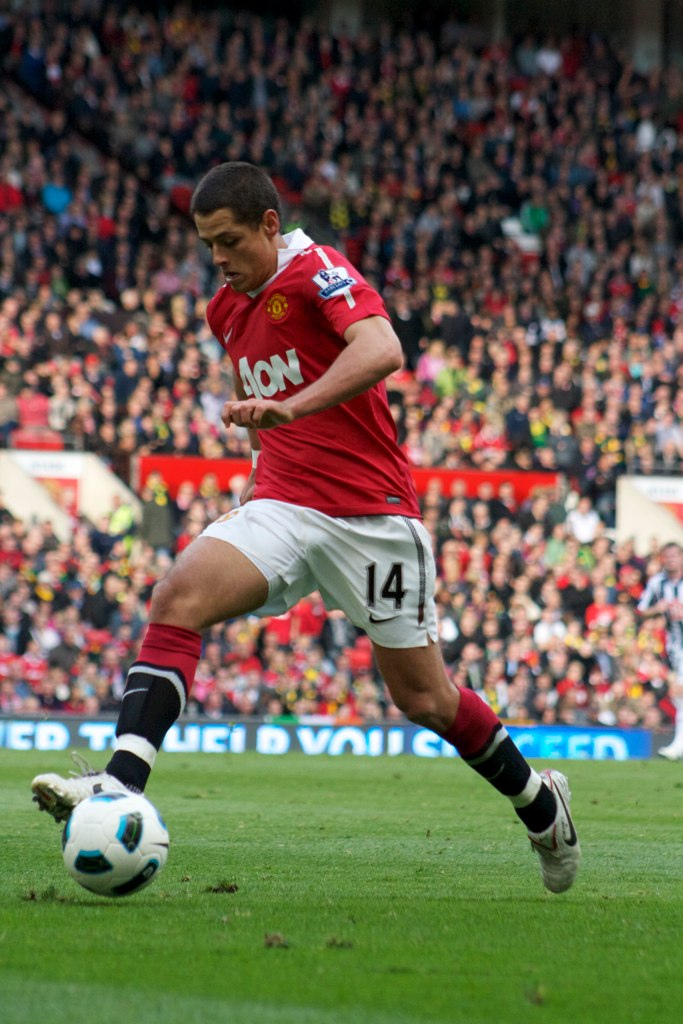
為曼联上陣的埃尔南德斯

2010年4月，英超豪门曼联宣布与埃尔南德斯签约。埃尔南德斯也成为曼联历史上第一位墨西哥球员，球衣後背將會印上他的暱稱「Chicharito」，意為「小豌豆」。5月27日，虽然之前两年并未达到参加国家队75%比赛的标准，入选墨西哥国家队世界杯决赛圈阵容的埃尔南德斯仍然凭借其能力和名气通过特例獲英國內政部簽發工作許可證，於7月1日正式加盟。
加盟後的靴南迪斯第一季（2010-11年）表現十分搶眼，首場正式賽事英格蘭社區盾對車路士，在76分鐘用臉攻入處子進球，協助球隊以3–1擊敗對手奪標﹔其後在對西布朗的主場英超賽事中攻入自己在英超聯賽的首個進球，之後多次在關鍵時刻與後備入替為曼聯取得入球，包括在作客史篤城及主場對愛華頓的聯賽，分別在85和84分鐘的頭鎚，擊敗對手﹔而在2011年5月8日，曼聯主場對陣車路士的聯賽，他在開局36秒則取得入球，協助球隊贏2-1﹔一星期後，曼聯奪得英超聯冠軍，並以19座冠軍，超越利物浦成為奪得英格蘭本土頂級聯賽冠軍最多的球隊。另外，他還協助球隊晉級該年歐冠盃決賽，但以1–3不敵巴塞羅那，無緣冠軍。他在第一季有20球進帳，表現驚艷。
次季（2011-12年），雖然他不時有進帳和絕殺，但受傷患困擾，狀態比第一季有所回落，正選位置被维尔贝克奪去，雖然如此，他在聯賽仍有10球進帳，但曼聯在該季四大皆空﹔期間他與曼聯續約5年至2016年6月。
經歷沉寂的一季後，靴南迪斯在2012-13年重回正軌，在聯賽作客對車路士、阿士東維拉、主場對紐卡素和歐冠盃主場對布拉加的賽事中貢獻絕殺球，協助球隊於聯賽早早佔領榜首，最終提前四輪奪冠﹔他在對史雲斯的賽事中先開紀錄，協助球隊贏2-1，在主場以勝利歡送退休的領隊費格遜。
香港時間2014年9月1日晚，皇馬宣佈與曼聯達成協議，靴南迪斯將外借加盟皇馬1個球季。

### 皇家馬德里
加盟皇家馬德里的靴南迪斯一直沒有得到正選上陣的機會，但偶爾會在球賽換人而上陣。小豆曾在一次比賽中接近完場的情況下憑個人技術攻入2球，使比賽結果以8：2大比數擊敗對手。
在2014/15赛季的歐冠八強赛中，皇家馬德里主場對戰死敵馬德里竞技队。皇家馬德里陣中幾名主力都有傷而未能上陣，小豆成為此役中的首發。比賽中雙方都久攻不下，在下半場的88分鐘，小豆憑著基斯坦奴朗拿度的助攻，助球隊以1：0淘汰對手，進入四強。

### 勒沃库森
他加盟首季上陣32場，入21球。

### 韋斯咸
2017年7月，他轉投英超球會韋斯咸，與球會簽訂了一份三年合約。

## 國家隊

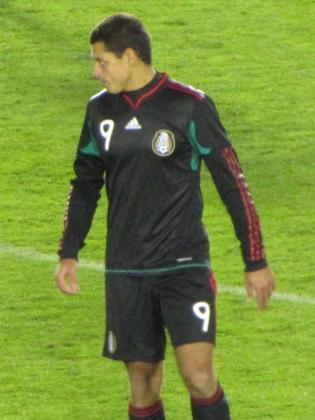
為墨西哥上陣的靴南迪斯

埃尔南德斯2009年年仅21岁就入选墨西哥国家队，第一场比赛奉献了助攻，之后的三场比赛更是攻入了四球，引起广泛关注。2010年世界盃是他首次隨隊參與國際賽事，並在分組賽勝法國2-0和十六強敗給阿根廷1-3出局的賽事中取得進球。而加盟曼聯後，靴南迪斯成為國家隊的核心球員，更帶領球隊奪得2011年美洲金盃，他亦以7球榮膺該屆賽事的神射手。2013年洲際國家盃，靴南迪斯更包辦墨西哥在該屆賽事的所有入球。

### 國際賽入球
| #  | 日期           | 地点                                               | 对手     | 进球 | 比分结果 | 比赛性质           |
| 1  | 2010年2月24日  | 美國，三藩市，燭台球場                             | 玻利维亚 | 2–0  | 5–0      | 友誼賽             |
| 2  | 2010年2月24日  | 美國，三藩市，燭台球場                             | 玻利维亚 | 4–0  | 5–0      | 友誼賽             |
| 3  | 2010年3月3日   | 美國，帕萨迪纳，玫瑰碗球場                         | 新西兰   | 1–0  | 2–0      | 友誼賽             |
| 4  | 2010年3月17日  | 墨西哥，托雷翁，克罗娜球场                         |          | 2–1  | 2–1      | 友誼賽             |
| 5  | 2010年5月26日  | 德國，弗赖堡，巴登诺瓦球场                         | 荷蘭     | 1–2  | 1–2      | 友誼賽             |
| 6  | 2010年5月30日  | 德國，拜罗伊特，漢斯-禾達·懷特球場                 |          | 1–0  | 5–1      | 友誼賽             |
| 7  | 2010年5月30日  | 德國，拜罗伊特，漢斯-禾達·懷特球場                 |          | 2–0  | 5–1      | 友誼賽             |
| 8  | 2010年6月17日  | 南非，波羅克瓦尼，彼得·莫卡巴球場                  | 法國     | 1–0  | 2–0      | 2010年世界盃       |
| 9  | 2010年6月27日  | 南非，約翰內斯堡，足球城體育場                     | 阿根廷   | 1–3  | 1–3      | 2010年世界盃       |
| 10 | 2010年8月11日  | 墨西哥，墨西哥城，阿茲台克體育場                   | 西班牙   | 1–0  | 1–1      | 友誼賽             |
| 11 | 2010年10月12日 | 墨西哥，華雷斯城，貝尼托華雷斯奧林匹克球場         | 委內瑞拉 | 1–1  | 2–2      | 友誼賽             |
| 12 | 2011年2月9日   | 美國，亞特蘭大，喬治亞巨蛋                         |          | 1–0  | 2–0      | 友誼賽             |
| 13 | 2011年3月26日  | 美國，奧克蘭，奧克蘭競技場                         | 巴拉圭   | 1–0  | 3–1      | 友誼賽             |
| 14 | 2011年3月26日  | 美國，奧克蘭，奧克蘭競技場                         | 巴拉圭   | 3–0  | 3–1      | 友誼賽             |
| 15 | 2011年6月5日   | 美國，阿靈頓，牛仔體育場                           | 薩爾瓦多 | 3–0  | 5–0      | 2011年美洲金盃     |
| 16 | 2011年6月5日   | 美國，阿靈頓，牛仔體育場                           | 薩爾瓦多 | 4–0  | 5–0      | 2011年美洲金盃     |
| 17 | 2011年6月5日   | 美國，阿靈頓，牛仔體育場                           | 薩爾瓦多 | 5–0  | 5–0      | 2011年美洲金盃     |
| 18 | 2011年6月9日   | 美國，夏洛特，美國銀行球場                         | 古巴     | 1–0  | 5–0      | 2011年美洲金盃     |
| 19 | 2011年6月9日   | 美國，夏洛特，美國銀行球場                         | 古巴     | 5–0  | 5–0      | 2011年美洲金盃     |
| 20 | 2011年6月18日  | 美國，東盧瑟福，大都會人壽球場                     |          | 2–1  | 2–1      | 2011年美洲金盃     |
| 21 | 2011年6月22日  | 美國，侯斯頓，信賴球場                             |          | 2–0  | 2–0      | 2011年美洲金盃     |
| 22 | 2011年9月2日   | 波蘭，華沙，百事球場                               | 波蘭     | 1–1  | 1–1      | 友誼賽             |
| 23 | 2011年11月11日 | 墨西哥，克雷塔羅，哥歷奇多拉球場                   | 塞爾維亞 | 2–0  | 2–0      | 友誼賽             |
| 24 | 2012年5月31日  | 美國，芝加哥，戰士球場                             |          | 2–1  | 2–1      | 友誼賽             |
| 25 | 2012年6月3日   | 美國，阿靈頓，牛仔體育場                           | 巴西     | 2–0  | 2–0      | 友誼賽             |
| 26 | 2012年9月11日  | 墨西哥，墨西哥城，阿茲台克體育場                   |          | 1–0  | 1–0      | 2014年世界盃外圍賽 |
| 27 | 2012年10月12日 | 美國，侯斯頓，羅盤球場                             |          | 3–0  | 5–0      | 2014年世界盃外圍賽 |
| 28 | 2012年10月16日 | 墨西哥，托雷翁，克罗娜球场                         | 薩爾瓦多 | 2–0  | 2–0      | 2014年世界盃外圍賽 |
| 29 | 2013年3月22日  | 洪都拉斯，聖佩德羅蘇拉，奧林匹克體育場             |          | 1–0  | 2–2      | 2014年世界盃外圍賽 |
| 30 | 2013年3月22日  | 洪都拉斯，聖佩德羅蘇拉，奧林匹克體育場             |          | 2–0  | 2–2      | 2014年世界盃外圍賽 |
| 31 | 2013年5月31日  | 美國，侯斯頓，信賴球場                             | 奈及利亞 | 1–0  | 2–2      | 友誼賽             |
| 32 | 2013年5月31日  | 美國，侯斯頓，信賴球場                             | 奈及利亞 | 2–2  | 2–2      | 友誼賽             |
| 33 | 2013年6月16日  | 巴西，里約熱內盧，馬拉簡拿運動場                   | 義大利   | 1–1  | 1–2      | 2013年洲際國家盃   |
| 34 | 2013年6月22日  | 巴西，貝洛奧里藏特，米內羅體育場                   | 日本     | 1–0  | 2–1      | 2013年洲際國家盃   |
| 35 | 2013年6月22日  | 巴西，貝洛奧里藏特，米內羅體育場                   | 日本     | 2–0  | 2–1      | 2013年洲際國家盃   |
| 36 | 2014年6月23日  | 巴西，聖洛倫索-達馬塔，伯南布哥體育場              |          | 3–0  | 3–1      | 2014年世界盃       |
| 37 | 2014年10月9日  | 墨西哥，图斯特拉－古铁雷斯，維克托·文奴爾·利拿球場 |          | 1–0  | 2–0      | 友誼賽             |
| 38 | 2014年11月12日 | 荷蘭，阿姆斯特丹，阿姆斯特丹球場                   | 荷蘭     | 3–1  | 3–2      | 友誼賽             |
| 39 | 2015年3月28日  | 美國，洛杉磯，洛杉磯紀念體育場                     |          | 1–0  | 1–0      | 友誼賽             |

## 技術風格

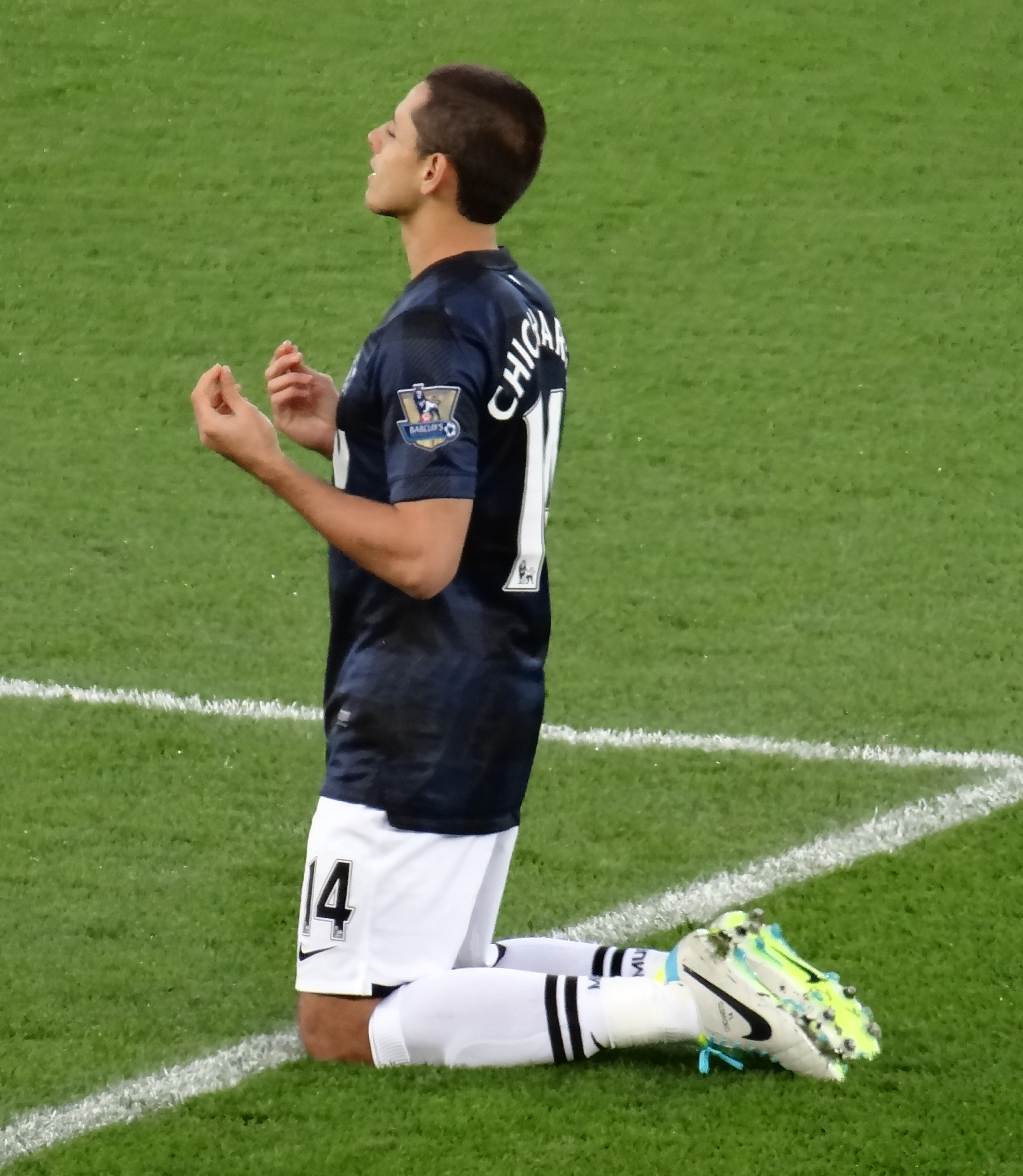
在祈禱的靴南迪斯

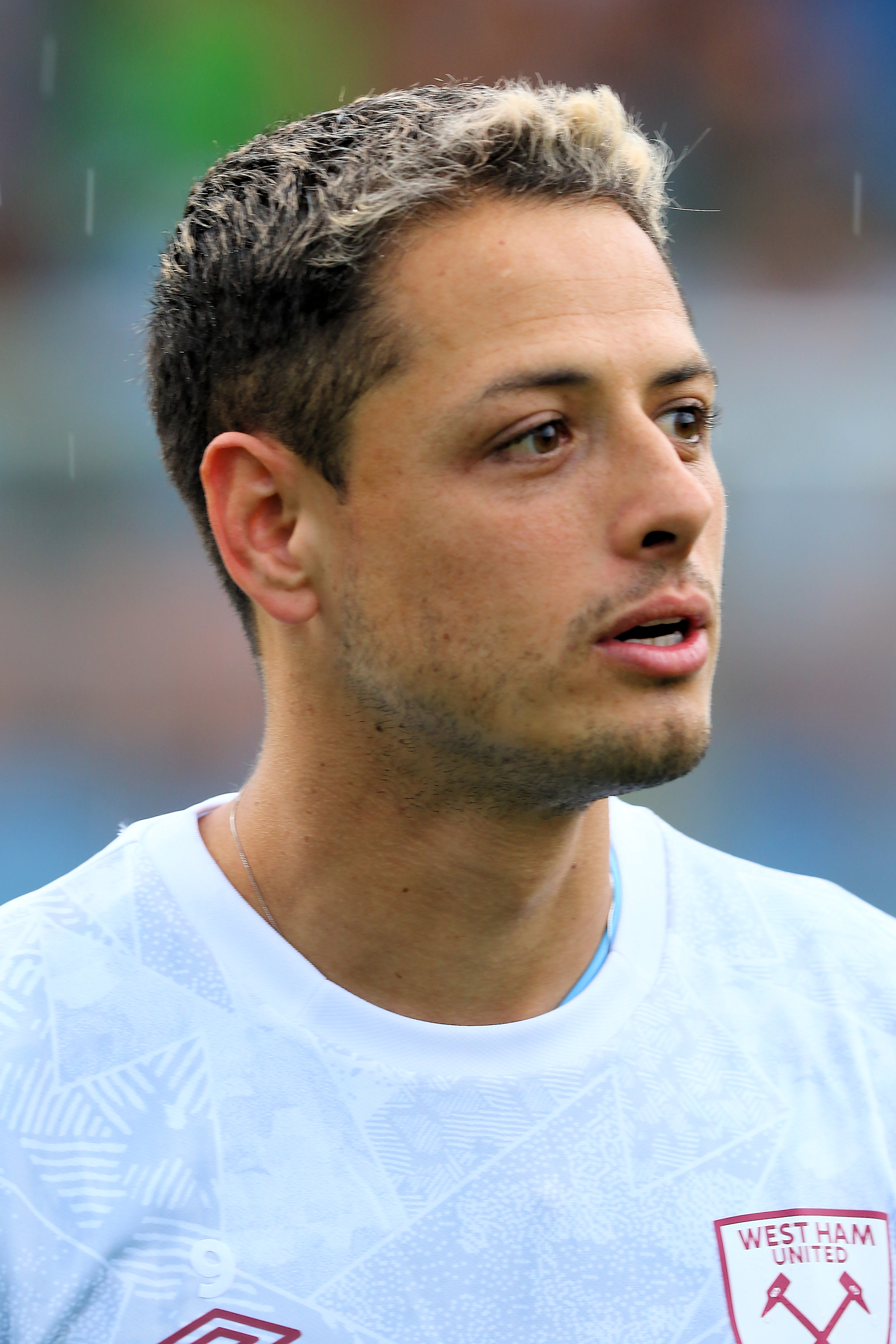
哈维尔·埃尔南德斯 (2019)

靴南迪斯以勤於走動見稱，他的走位質素被評為世界級，尤其擅長於球門前入楔把握入球機會﹔再加上他在曼聯經常在關鍵時刻和後備入替取得進球，故此外界經常將他譽為是因扎吉和索爾斯克亞的混合體。

## 榮譽
瓜達拉哈拉
- 墨西哥春季甲組足球聯賽（英语：Primera División de México Apertura 2006）冠軍﹕2006年
- 南美自由盃墨西哥區附加賽（英语：InterLiga）冠軍﹕2009年

 曼聯
- 英格蘭超級足球聯賽冠軍﹕2010-11賽季、2012-13賽季
- 英格蘭社區盾冠軍﹕2010年

 皇家馬德里
- 世界冠軍球會盃冠軍：2014年

 西維爾
- 歐洲聯賽冠軍：2019-20賽季

### 國家隊
- 美洲金盃冠軍﹕2011年

## 外部連結
- 哈维尔·埃尔南德斯在National-Football-Teams.com的資料